# Etilbenzen
Etilbenzenje organska kemijska spojina (C6H5CH2CH3), katera se uvršča med aromatske ogljikovodike. Največ se uporablja v petrolkemijski industriji, kot medproizvod stirena in v proizvodnji poilistirena, ter plastike. Običajno se nahaja v manjših količinah surove nafte, v največjem obsegu pa se ga pridobiva preko Friedel-Kraftovega aciliranja iz benzena in etilena. Etilbenzen se nahaja tudi kot sestavina v nekaterih barvah.

## Lastnosti
Ima vonj po bencinu, plamenišče pri 23 °C, vrelišče pri 136 °C, parni tlak je 0,9 kPa pri 20 °C.
Snov, ki je v obliki modre tekočine, je vnetljiva. Ponavljajoča izpostavljenost lahko povzroči nastanek suhe in razpokane kože, medtem ko hlapi lahko povzročijo zaspanost in omotico.
Ne meša se z vodo. 

## Ukrepi za prvo pomoč
Vdihovanje
Prizadeto osebo je treba takoj odstraniti iz nevarnega območja, jo spraviti jo na toplo in mirno mesto; v primeru če je dihanje neenakomerno ali pa je prišlo do prenehanja dihanja, je treba izvesti umetno dihanje.
Zaužitje
Ob zaužitju je treba izprati usta z veliko količine vode (samo v primeru, da je oseba pri zavesti) in se takoj posvetujte z zdravnikom.
Prizadeta oseba naj miruje. Ne sem se izivati bruhanja.
Stik s kožo in očmi
Po stiku s kožo je treba odstraniti onesnažene dele oblačil.
Prizadete dele kože je treba umiti z milom in vodo, ter obilno spirati. Ne sme se uporabljati topil in razredčil.
V primeru stika snovi z očmi, je treba odstraniti kontaktne leče. Veke držite odprte in oči izpirajte s čisto in svežo vodo ali s posebno raztopino za izpirajne oči.Posvetovati se z zdravnikom.

## Ukrepi ob požaru
Posebne nevarnosti
Vdihovanje nevarnih razkrojni produktov lahko povzroči resne okvare zdravja.
Primerna sredstva za gašenje
Pena (obstojna proti alkoholu), ogljikov dioksid, prah, razpršilo (voda)
Voda za gašenje ne sme zaiti v kanalizacijo ali vodovje.

## Obstojnost in reaktivnost
Etilamin ne sme priti v stik z močnimi kislinami, alkalnimi materiali in oksidacijskimi snovmi.
V primeru zgorevanja snovi nastanejo: ogljikov monoksid, ogljikov dioksid, dim in dušikovi oksidi.

## Toksikološki podatki
- podgana - LD 50 oralno (mg/kg)
- kunec - LD 50 dermalno (mg/kg)

## Ekotoksikološki podatki
Etilbenzen ne sme dospeti v vodovje ali kanalizacijo.